# Brandon Paul
Brandon Stephan Paul (Gurneeb, Illinois; 30 de abril de 1991) es un jugador de baloncesto estadounidense que pertenece a la plantilla del Élan Chalon de la LNB Pro A francesa. Con 1,93 metros de estatura, juega en la posición de alero.

## Trayectoria deportiva
Formado en la Universidad de Illinois donde ganó fama de consumado anotador con partidos en los que se fue por encima de los 40 puntos, Paul firmó por el Nizhni Nóvgorod de la liga rusa en la temporada 2013-14 al no aparecer en el draft de lA NBA. En 2014 se incorporó a los Charge, con los que se recuperó de una grave lesión.
En septiembre de 2015 fichó por el FIATC Joventut de la liga ACB. En el conjunto badalonés jugó 33 partidos, en los que aportó 13,2 puntos y 2,7 rebotes por encuentro.
Posteriormente compitió con Anadolu Efes (2016-17), San Antonio Spurs (2017-18), Olympiakos (2019-20) y vivió dos etapas en la liga china (2018-19 y 2020-21) 
En febrero de 2021, firma por el Adelaide 36ers, donde disputó un total de 20 partidos con 13,7 puntos, 4,9 rebotes y 2,6 asistencias de media.
El 10 de julio de 2021, regresa al Joventut Badalona de la liga ACB, seis temporadas después.
Tras un año en Badalona, en septiembre de 2022 firmó con el Shandong Hi-Speed Kirin de la CBA china. Su nuevo paso por el baloncesto chino fue breve ya que, debido a una restricción de la liga que permitía solo un extranjero en cancha, Paul estaba descontento con sus minutos de juego. El equipo rescindió su contrato a fines de octubre después de haber disputado tan solo 6 partidos.
El 8 de diciembre firmó contrato con el ratiopharm Ulm de la BBL alemana.
El 23 de septiembre de 2023 fichó por Budućnost VOLI de la Prva A Liga.
El 5 de julio de 2024 firmó con JL Bourg de la LNB Pro A francesa.El 24 de febrero de 2025 firmó con el también equipo francés del Élan Chalon.

## Estadísticas de su carrera en la NBA

### Temporada regular
| Año     | Equipo      | PJ | PT | MPP | %TC  | %3P  | %TL  | RPP | APP | ROB | TPP | PPP |
| ------- | ----------- | -- | -- | --- | ---- | ---- | ---- | --- | --- | --- | --- | --- |
| 2017-18 | San Antonio | 64 | 2  | 9.0 | .433 | .278 | .512 | 1.1 | .6  | .4  | .1  | 2.3 |
| Total   | Total       | 64 | 2  | 9.0 | .433 | .278 | .512 | 1.1 | .6  | .4  | .1  | 2.3 |